# Alle alle
El mérgulo atlántico (Alle alle) es una especie de ave caradriforme de la familia Alcidae. Es uno de los miembros de menor tamaño de la familia. Habita las costas rocosas del Atlántico norte. Los temporales otoñales pueden desviar a algunos ejemplares hacia el sur, por ello es posible observar a estas aves en las costas del noroeste de España. Algunos años aparece en grandes cantidades, mientras que en otros es más escaso. En los años buenos, los vientos pueden arrastrar a unos cuantos hacia el interior.

## Características
Es único en la familia Alcidae por su tamaño, que es la mitad de la del frailecillo, con 19-21 cm de longitud y 34-38 cm de envergadura. Los adultos son blancos en la cabeza, garganta, dorso y alas, con partes blanquecinas basales. El plumaje es corto. Su parte anterior puede volverse blanquecina en invierno.
En el adulto en plumaje nupcial, la cabeza, garganta y cuello son pardos; el dorso, negro, con ribetes de color blanco; el inferior, es blanco; las alas son parduzcas por debajo; el pico es negro, y las patas, plomizas. 
En el adulto con plumaje invernal, el mentón, garganta, píleo y lateral del cuello y mejillas por detrás son blancos.
Los jóvenes son similares a los adultos en plumaje nupcial pero en tonos más pardos.

## Hábitos
Las colonias de cría suelen ser enormes, con mucho ejemplares volando a gran altura junto a los acantilados. Suelen nadar con la cabeza elevada y la cola erguida. Una vez tierra adentro, son muy vulnerables a los predadores. Cuando se sumergen para cazar, regresan a la superficie flotando como un corcho, de una forma rápida y característica.
Por costumbre vuela bajo, rozando el agua del mar. Se posa con ambas patas, bruscamente, de golpe. Bucea muy bien. Se trata de una especie gregaria.

## Voz

Alle alle

Su voz es en notas estridentes, pero solo en las áreas de cría; fuera de ellas, es silencioso. Se trata de voz aguda, vocinglera, penetrante.

## Nido

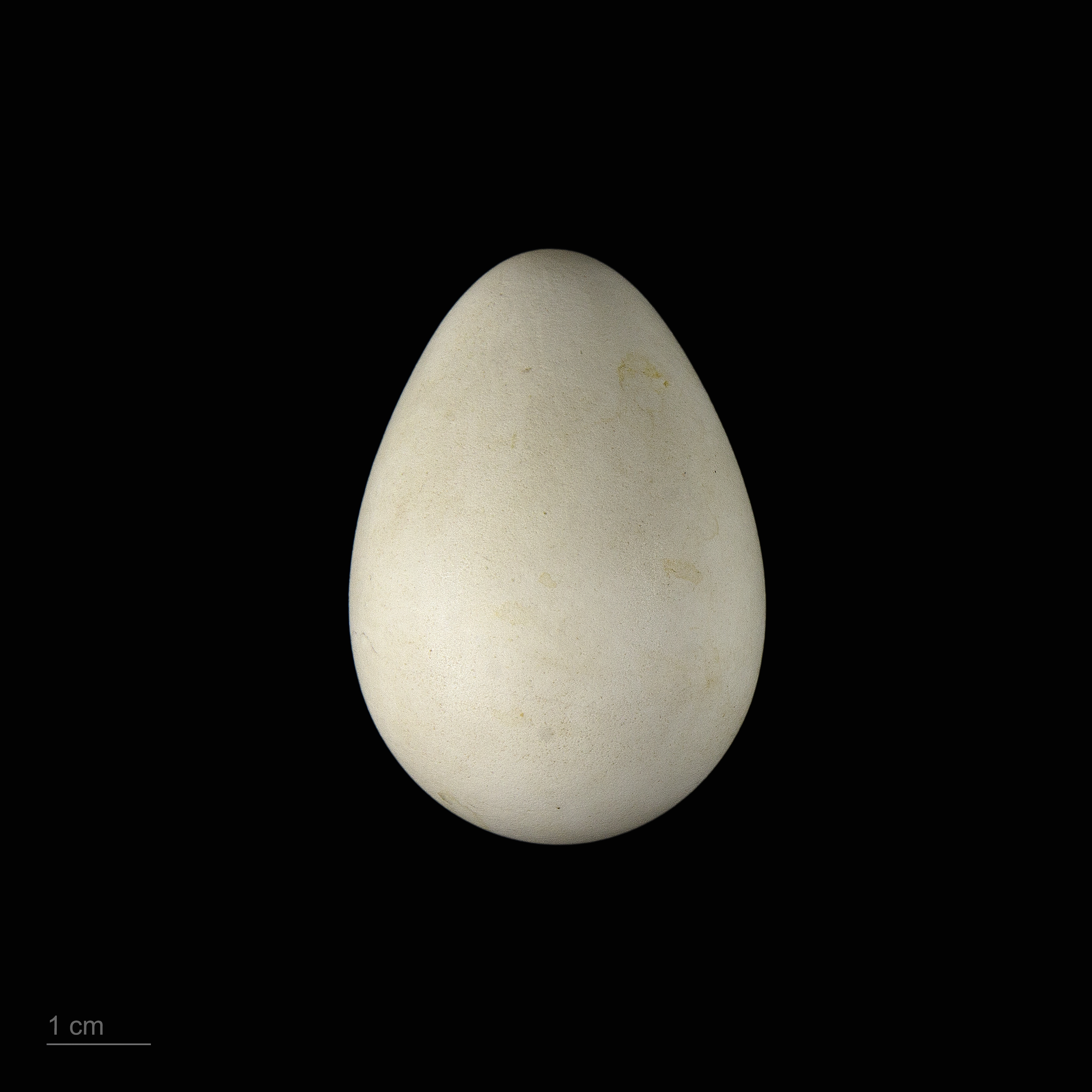
Alle alle - MHNT

Su nido es en madriguera, a cierta altura. Contiene un único huevo puesto en una nidada, en junio.
Es colonial, agrupándose las parejas reproductoras en costas rocosas. El nido está sin revestir, y alberga un huevo de color azul pálido. Se da una puesta anual, que es incubada durante 24 días tanto por el macho como por la hembra.

## Alimentación
Se alimenta de pequeños peces y de crustáceos.

## Ecología y conservación

### Hábitat
En acantilados marinos del ártico y en zonas montañosas. Es común verle divigando tras tormentas y temporales.

### Conservación
Los vertidos de fuel (mareas negras) afectan especialmente a estas aves. La sobrepesca no los amenaza especialmente, pues su alimento principal, los pequeños crustáceos, carecen de interés pesquero. No obstante, el cambio climático y el consiguiente calentamiento global sí que parecen haber contribuido al descenso de las poblaciones en el sur de Islandia. 

### Depredación
Sus predadores habituales son la gaviota ártica Larus hyperboreus y el zorro ártico Alopex lagopus, aunque ha sido descrita la depredación de sus huevos por parte del oso polar.

## Distribución
Cría en islas del Ártico, Visitante raro a finales de otoño o invierno en el noroeste de Europa; numeroso en el mar del Norte durante poco tiempo después de temporales de vientos maestrales; a veces, en el interior, si la tempestad ha sido muy fuerte.

## Galería de imágenes

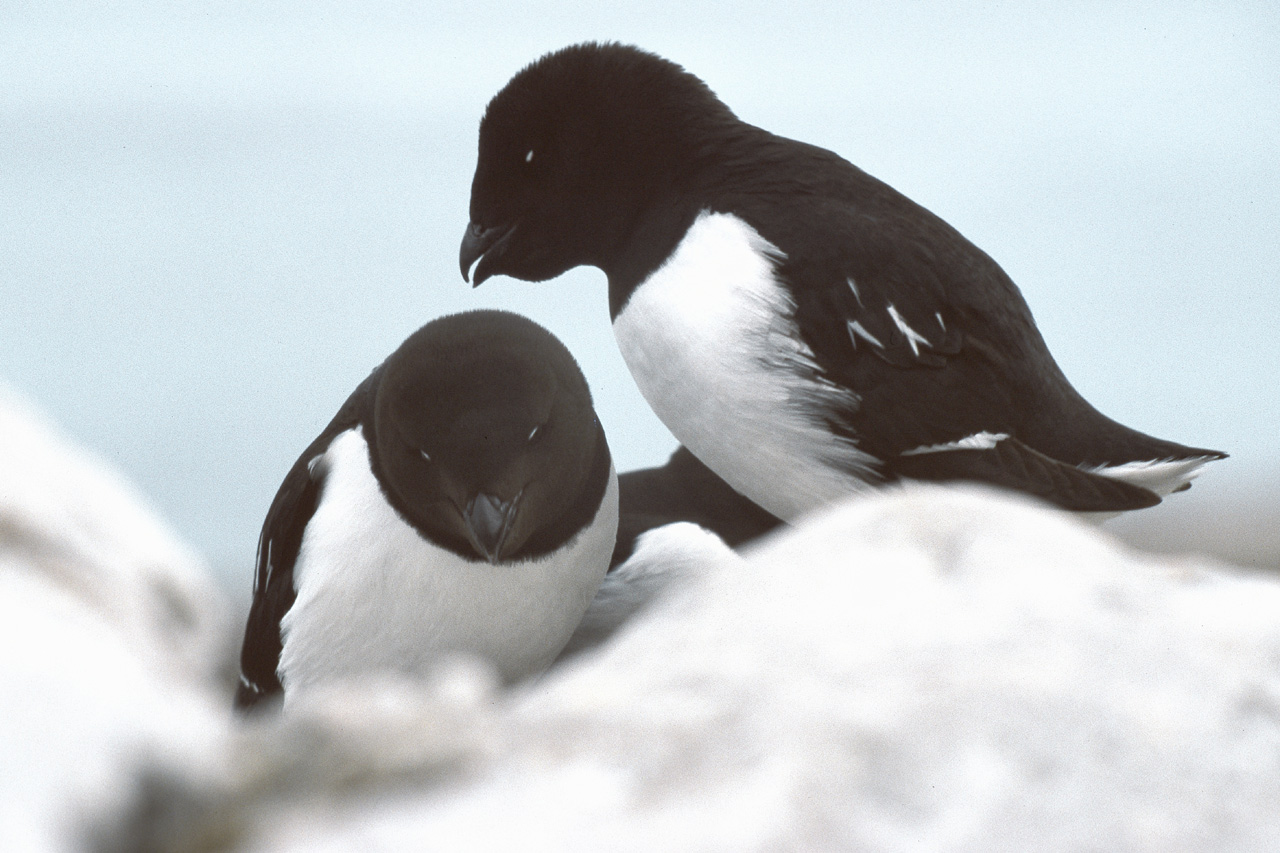
Plumaje nupcial
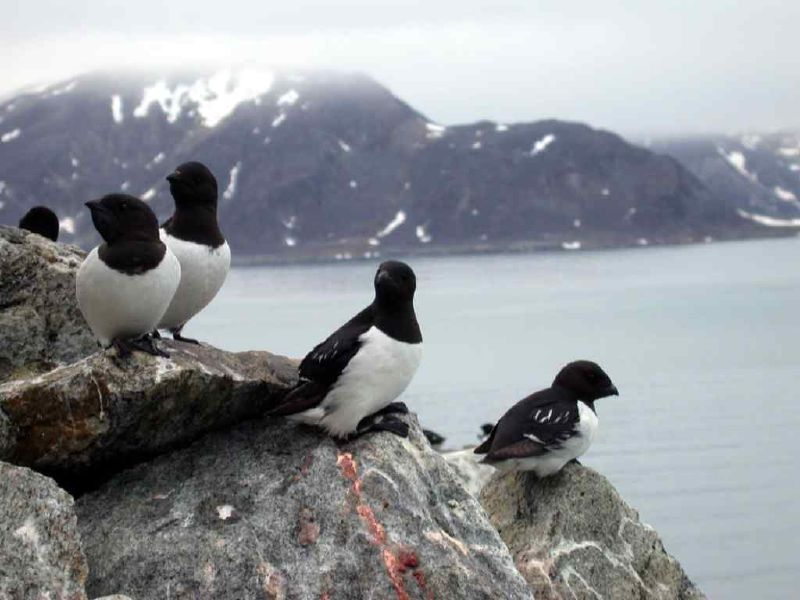
Plumaje nupcial
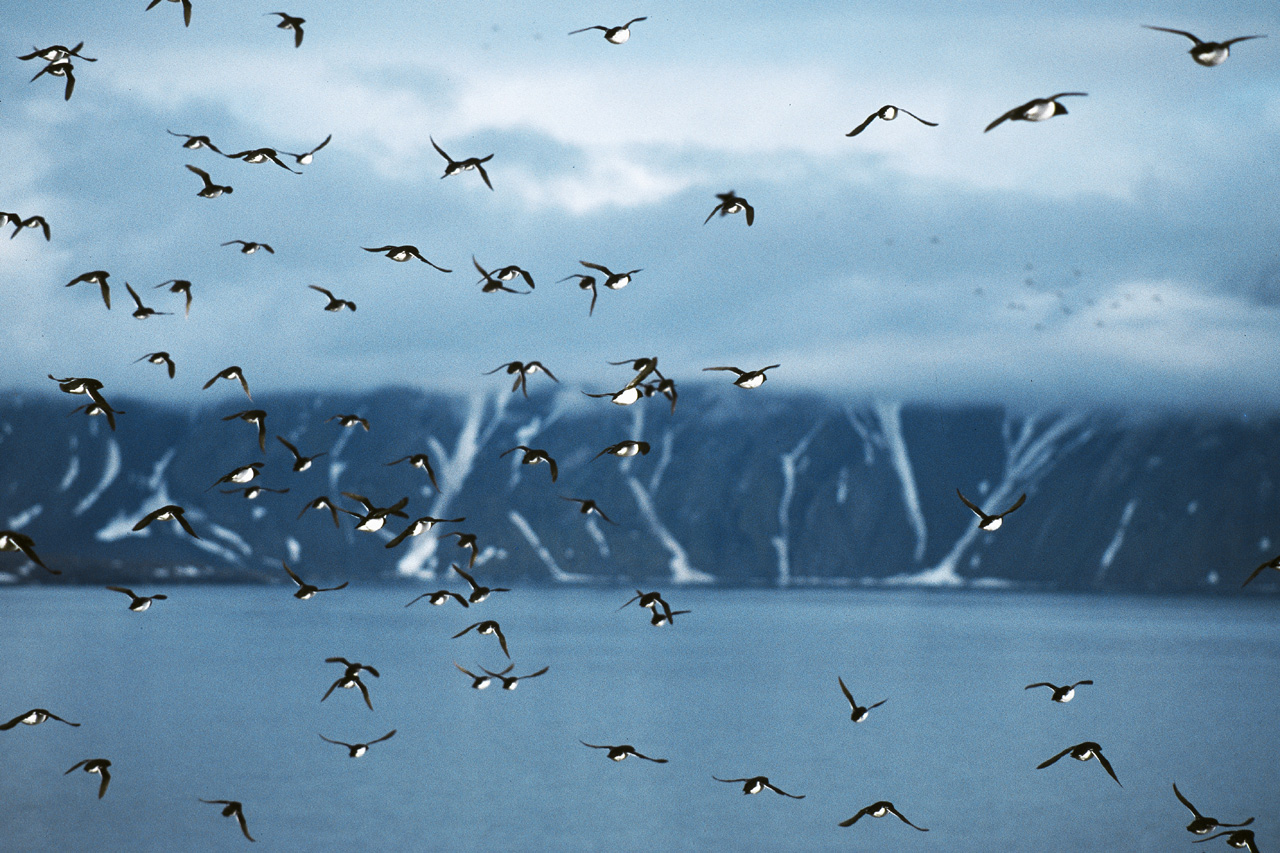
En vuelo
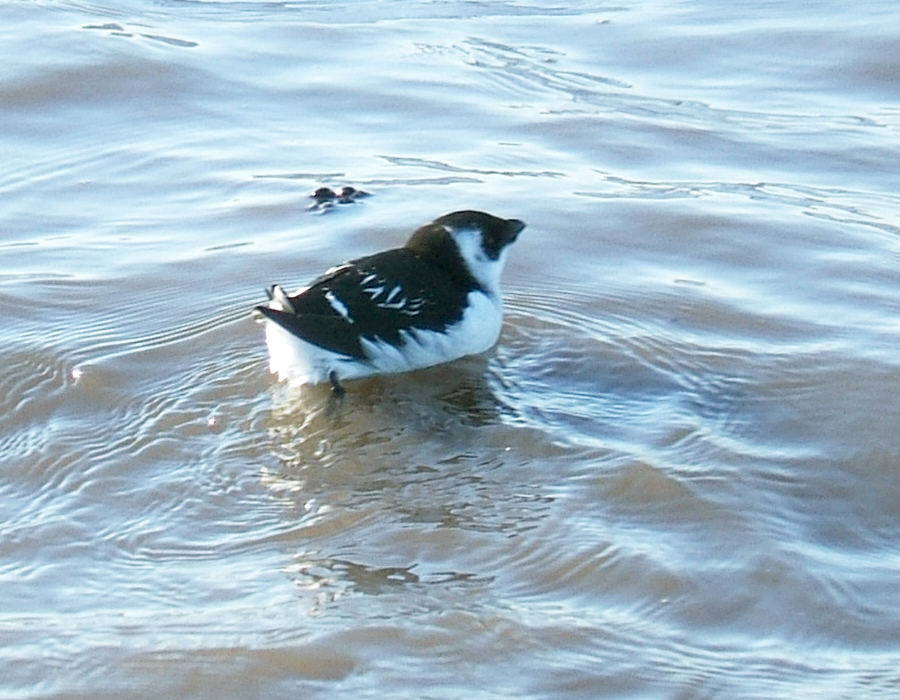
Plumaje invernal

## Especies similares
- Frailecillo atlántico
- Alca común

## Subespecies
- A. a. alle - (Linnaeus, 1758)
- A. a. polaris - Stenhouse, 1930